# Cantone di Beaucaire
Il Cantone di Beaucaire è una divisione amministrativa dell'arrondissement di Nîmes.
A seguito della riforma approvata con decreto del 24 febbraio 2014, che ha avuto attuazione dopo le elezioni dipartimentali del 2015, è passato da 5 a 7 comuni.

## Composizione
I 5 comuni facenti parte prima della riforma del 2014 erano:
- Beaucaire
- Bellegarde
- Fourques
- Jonquières-Saint-Vincent
- Vallabrègues

Dal 2015 i comuni appartenenti al cantone sono i seguenti 7:
- Aramon
- Beaucaire
- Bellegarde
- Comps
- Fourques
- Jonquières-Saint-Vincent
- Vallabrègues